# Diacyclops balearicus
Diacyclops balearicus – gatunek widłonoga z rodziny Cyclopidae. Nazwa naukowa gatunku została po raz pierwszy opublikowana w 1978 roku przez francuską zoolog Françoise Lescher-Moutoué.